# Roztocka Czuba
Roztocka Czuba (1425 m) – najbardziej na północny wschód wysunięty szczyt w długiej północno-wschodniej grani Szpiglasowego Wierchu w polskich Tatrach Wysokich. Grań ta oddziela Dolinę Rybiego Potoku od Doliny Pięciu Stawów Polskich i Doliny Roztoki, ale Roztocka Czuba jest w niej wysunięta tak daleko, że nie wznosi się już nad Doliną Rybiego Potoku, lecz nad Doliną Białki i Doliną Roztoki, powyżej Wodogrzmotów Mickiewicza. Od reszty grzbietu oddzielona jest szeroką przełęczą Roztockie Siodło (1405 m). Ma dwa wierzchołki o podobnej wysokości, na północno-zachodnim znajduje się niewielka skałka. Cała porośnięta jest lasem i dzikimi chaszczami, a na jej stromych stokach miejscami występują skałki. Najdogodniej na jej szczyt można wyjść z Roztockiego Siodła, jest to jednak obszar zamknięty dla turystów. Roztocką Czubę porasta las limbowo-świerkowy z modrzewiami i mają tutaj swoje stałe gawry niedźwiedzie.
Północnymi i wschodnimi stokami Roztockiej Czuby poprowadzono Drogę Oswalda Balzera do Morskiego Oka. Przed budową tej drogi eksperci zwracali uwagę, że stoki Roztockiej Czuby są tak strome i podatne na obrywy, że po ulewnych deszczach mogą następować zsuwy skał i ziemi na drogę. Po wybudowaniu drogi niejednokrotnie to się zdarzało i było jednym z powodów, dla których ten odcinek zamknięto dla masowej komunikacji.